# Ellington (Northumberland)
Ellington – wieś w Anglii, w hrabstwie Northumberland, w civil parish Ellington and Linton. Leży 28 km na północ od miasta Newcastle upon Tyne i 423 km na północ od Londynu. W 2001 miejscowość liczyła 2348 mieszkańców. W 1961 roku civil parish liczyła 1197 mieszkańców.